# Batu Hampa
Batu Hampa is een bestuurslaag in het regentschap Lima Puluh Kota van de provincie West-Sumatra, Indonesië. Batu Hampa telt 3135 inwoners (volkstelling 2010).